# جو بيث تايلور
جو بيث تايلور (بالإنجليزية: Jo Beth Taylor)‏ هي مغنية أسترالية، ولدت في 29 مايو 1971 في برث في أستراليا.

## وصلات خارجية
- جو بيث تايلور على موقع IMDb (الإنجليزية)
- جو بيث تايلور على موقع ميوزك برينز (الإنجليزية)
- جو بيث تايلور على موقع قاعدة بيانات الفيلم (الإنجليزية)